# Longridge
För andra betydelser, se Longridge (olika betydelser).
Longridge är en stad i Ribble Valley i Lancashire i England. Orten har 7 724 invånare (2011).